# Rodilla (franquicia)
Rodilla es una franquicia española de comida rápida especializada en sándwiches. Fue fundada en 1939 a partir de un negocio local en la plaza del Callao (Madrid) y en los años 1990 comenzó su expansión a otras ciudades españolas. Desde 2012 forma parte del Grupo Damm.

## Historia
El 24 de diciembre de 1939 Antonio Rodilla, un salmantino cuya familia estaba relacionada con la producción de embutidos, abrió una charcutería-pastelería en la Plaza del Callao de Madrid que llamó Rodilla. Su negocio atravesó problemas por la política de racionamiento de los primeros años del Franquismo. Por ello comenzó también a vender sándwiches de fiambre, utilizando las partes sobrantes de los embutidos que vendía.
Debido a que el pan escaseaba durante el racionamiento, Antonio Rodilla fabricó su propio pan de molde (conocido en esa época como pan inglés) al que eliminaba la corteza. Los sándwiches eran entonces una alternativa algo más cara que el tradicional bocadillo español. Pero su idea tuvo éxito, y gracias a las ventas Rodilla se especializó sólo en los sándwiches. En 1972 abrió dos locales más en las madrileñas calles de Princesa y Orense. 
En la década de 1970 introdujo nuevos sabores, siendo su mayor éxito el relleno de ensaladilla, que supone más de un 15% de las ventas de la marca.
Rodilla comenzó a producir sus rellenos de forma industrial a partir de 1992, con la creación de la empresa Artesanía de la Alimentación, encargada de elaborar nuevos sabores y productos como bollería o bocadillos. A mediados de los años 1990 se abrieron nuevas franquicias en la Comunidad de Madrid, y más tarde en capitales de provincia como Alicante, Guadalajara, Murcia o Santander. Actualmente Rodilla cuenta con más de 90 locales en toda España, la mayoría franquicias en Madrid y su periferia.
En 2006 el Grupo Damm tomó una participación del 35% de la empresa. En 2012 se convirtió en su máximo accionista al acumular el 76%, y en junio de 2015 se hizo con el 100% tras comprar el resto de acciones.
En agosto de 2018 adquirió Hamburguesa Nostra, cadena de hamburguesas española, por una cantidad no revelada.

## Productos
El producto más característico de Rodilla son los sándwiches fríos, hechos con pan de molde sin corteza, de distinto relleno entre más de 20 sabores como el jamón york, jamón serrano o la ensaladilla rusa. Más tarde se introdujeron los sándwiches calientes y los bocadillos. Además, la franquicia vende ensaladas, bollería y bebidas como café.